# Gaspar Aguilar

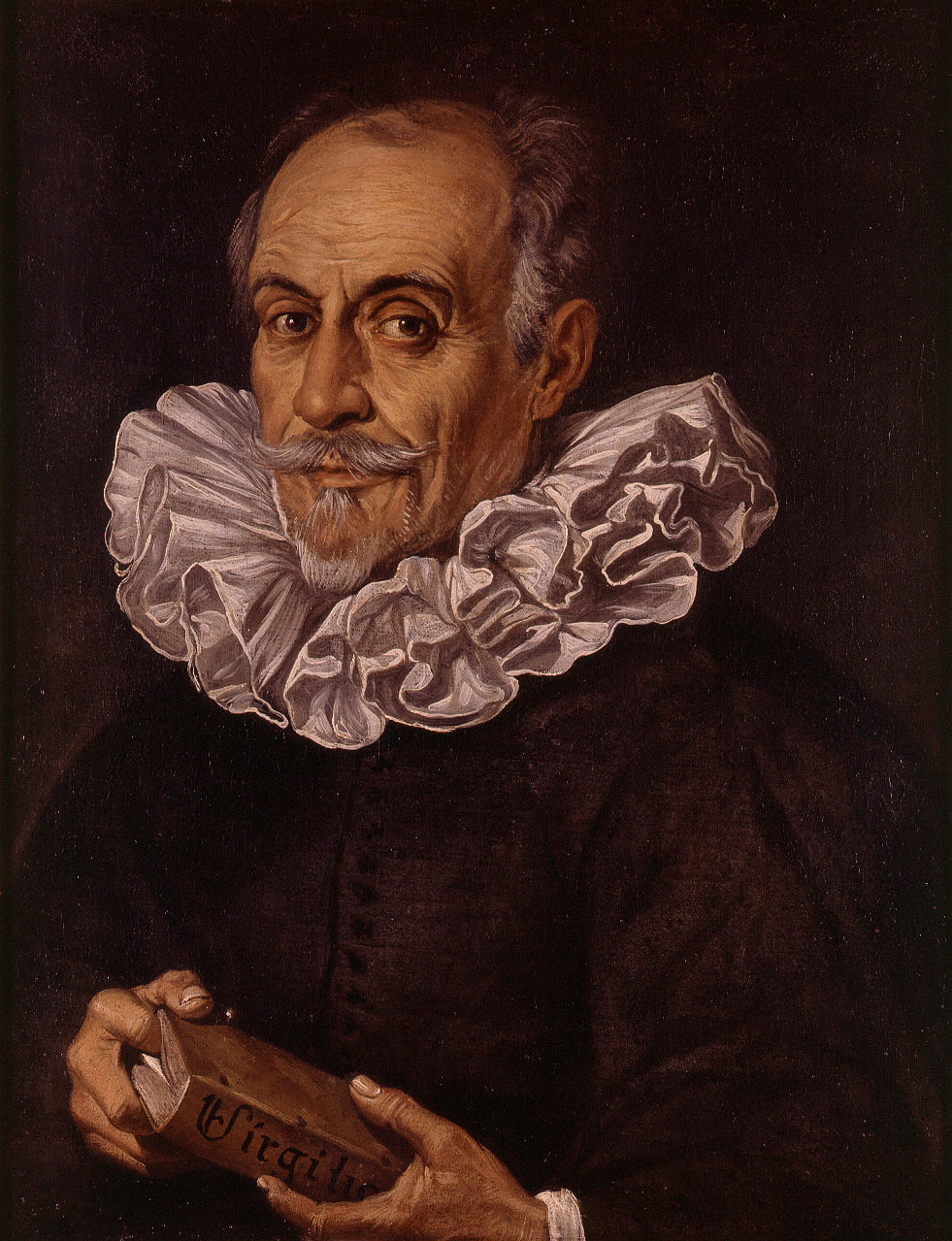
Juan Ribalta, Ritratto di Gaspar Aguilar, olio su tela, Museo di belle arti di Valencia

Gaspar Aguilar (Valencia, gennaio 1561 – Valencia, 26 luglio 1623) è stato un poeta e drammaturgo spagnolo.

## Biografia
Gaspar Aguilar è stato uno dei fondatori dell'Academia de los Nocturnos; scrisse alcune commedie di argomento religioso e numerosi componimenti poetici d'occasione. Fu elogiato da Miguel de Cervantes e da Lope de Vega.

## Opere

### Poesia
- Rimas humanas y divinas
- Epitalamio en cuatro lenguas al casamiento de madona Francisquicia
- Trovas divinas y humanas enderezadas a la duquesa de Cocentaina
- Vexamen bilingüe, escrit en ocasió de les festes de beatificació de l'arquebisbe Tomás de Villanueva[1]
- 1608 - Sonet d'elogi a l'obra d'Onofre Bartomeu Ginard sobre els furs de València
- 1610 - Expulsión de los moros de España por el rey don Felipe III
- 1618 - Fábula de Endimión y la Luna[2]

### Teatro
- El caballero del sacramento
- 1608 - Fiestas que la insigne ciudad de Valencia ha hecho por la beatificación del santo fray Luis Bertrán, y una comedia del santo y el certamen poético que tuvo en el convento de Predicadores[3]
- 1616 - La comedia segunda de los agravios perdonados

### Storia
- 1608 -  La gitana melancólica
- 1614 - Los amantes de Cartago

### Costume
- La suerte sin esperanza
- 1615 - La venganza honrosa
- 1616 - El mercader amante
- 1616 - La fuerza del interés

### Altre opere
- 1599 - Fiestas nupciales de la ciudad y reyno de Valencia al felicísimo casamiento del señor rey Felipe III con la señora reyna Margarita[4]